# Naïma (Film)
Naïma ist ein Dokumentarfilm der Regisseurin Tamara Milosevic, welcher im Jahr 2019 in der Schweiz produziert wurde. Er porträtiert Naïma Serroukh bei der Realisierung ihres Pilotprojekts «tasamouh». Der Film entstand in Koproduktion zwischen Lomotion und dem Schweizer Fernsehen.

## Handlung
Nathalie, welche mit ihrem Sohn Gobran Probleme hat, bittet Naïma Serroukh um Hilfe. Naïma ist die Initiatorin und ehrenamtliche Betreuerin des Pilotprojekts «tasamouh». Die marokkanische Juristin, welche seit 20 Jahren in Biel wohnt, versucht den als Radikalisierung bekannten religiösen Extremismus und die damit einhergehende Radikalisierung von Jugendlichen zu bekämpfen.

## Produktion
Die Regie führte bei diesem Film die Regisseurin Tamara Milosevic. Die Produktion übernahm die Berner Filmproduktionsfirma Lomotion mit den Produzenten Louis Mataré und David Fonjallaz.
Der Film hatte 2019 am Internationalen Dokumentarfilmfestival Visions Du Réel im nationalen Wettbewerb seine Weltpremiere.

## Rezeption

### Kritiken
Laut dem Bieler Tagblatt zeige der Film nicht nur das Projekt «tasamouh» sondern beleuchte auch persönliche Fragen zu Glauben und Werte sowie Ängste und Hoffnungen. Der Regisseurin gelinge ein Werk, das mehr sei als ein reiner Film. Es werde eine Grundlage für Diskussionen geschaffen, welche über die Filmdauer hinausreiche.

### Erfolge
Berner Filmpreis 2019
- Besondere Erwähnung der Jury (CHF 5000)[6]